# Гомон, Леон
Лео́н Эрнест Гомо́н (фр. Léon Ernest Gaumont, 10 мая 1864 года, Париж — 10 августа 1946 года, Сент-Максим, департамент Вар) — французский продюсер, предприниматель, один из основоположников мирового кинематографа.

## Биография
Сперва Гомон работал торговцем оптического оборудования (в фирме Ричарда). В 1895 году, Леон Гомон с компаньонами, среди которых были Гюстав Эйфель и Жозефа Валло (директора обсерватории «Монблан»), возглавляет компанию Comptoire General de la Photographie, специализирующуюся на продаже фотоматериалов и оборудования, и создает компанию по производству фильмов. В 1897 году Леон Гомон усовершенствовал свой хронофотограф (хроногомон). Строятся мастерские в Париже на улице Алюэтт. В 1903 году в качестве логотипа своего предприятия он берет цветок маргаритки (в честь своей матери Маргариты).
В 1905 оборудовал на одной из улиц в Бют-Шомон помещение размером 45×34 м, специально предназначенное для съемок и снабженное лучшей электроаппаратурой, которое явилось прототипом первой большой киностудии, превосходившей предприятия Мельеса в Монтрее и Пате в Венсене.
В 1905—1906 годах предприятие Леона Гомона реорганизуется в акционерное общество с уставным капиталом в 2,5 миллионов франков. Цифра достигнет 4 миллионов в 1913 и 10 миллионов в 1921.
Сконцентрировав главное ядро промышленности во Франции, Леон Гомон создал сложную организацию филиальных отделений во всех странах мира, в том числе в США. Филиал в России был открыт в 1905 году.
В 1910 году на площади Клиши в Париже на деньги Леона Гомона строится Gaumont-Palace на 3400 мест.
Выходил кино-журнал «Новости Гомон» и учебные пособия («Энциклопедия Гомон»).
В 1925 году «Гомон» совместно с Metro Goldwyn Mayer создаёт компанию — Gaumont Metro Goldwyn (до 1928). С приходом звукового кино Леон Гомон ушёл из компании. Её возглавил Луи Обер, который в 1930 году объединил «Gaumont» с компанией «Франко-фильм» (фр. Gaumont Franco Film Aubert). В 1938 году это предприятие было объявлено банкротом. При поддержке Национального кредитного банка возникает «Новое общество заведений Гомон» (SNEG).

## Отзывы
- Анри Фекур о Леоне Гомоне: «…обладающим „огромной волей и верой в успех благодаря приложенным усилиям“, … ничего не делал как-нибудь, слегка, но всегда рассчитывал меру риска и свои следующие шаги, … он обладал настоящим даром вдохновителя»[1].
- Жак Шампрё, внук Луи Фейада: «…хотя Леон Гомон и был одним из пионеров киноиндустрии, необходимо все же заметить, что он ничего не смыслил в искусстве кино»[1].
- Анри Ланглуа: «…с 1910 по 1916 общество Гомона было цитаделью, которая сохраняла дух кинематографии. Отсюда его значимость и его первенство…»[1]

## Документальные фильмы
- 2016 — Шарль Пате, Леон Гомон, первые гиганты кино / Charles Pathé et Léon Gaumont, premiers géants du cinéma (реж. Эммануэль Нобекур / Emmanuelle Nobécourt, Гаэль Руайе / Gaëlle Royer)